# Corps des Blue Lantern
Le Corps des Blue Lantern est une organisation fictive qui apparaît dans les bandes dessinées américaines publiées par DC Comics, à partir de 2008 dans Green Lantern vol. 4 #25 (décembre 2007). Elle est créée par Geoff Johns et Ethan Van Sciver. Leurs pouvoirs, semblables à ceux des autres organisations basées sur le spectre émotionnel, sont alimentés par l'émotion de l'espoir.

## Biographie fictive de l'organisation
Le Corps des Blue Lantern est l'un des neuf corps qui tire ses pouvoirs par une couleur spécifique du spectre émotionnel appartenant à l'Univers DC. Ils ont commencé à jouer un rôle de plus en plus important au sein des Green Lantern et du Corps des Green Lantern en tant qu'acteurs majeurs dans le cadre de l'événement du crossover Blackest Night. D'abord formés par Ganthets et Sayd, ex-gardiens bannis, le corps est basé sur la planète Odym (plus tard Elpis) et leurs pouvoirs alimentés par l'espoir émotionnel.
Le Corps des Blue Lantern fait partie intégrante des événements qui se sont deroulés au cours de la continuité Sinestro Corps War. Pendant la première moitié de cet événement, Ganthet et Sayd étaient en désaccord avec les Gardiens à propos de la prophétie sur Blackest Night, écrite dans le livre d'Oa. Et puis leur désir de vouloir ressentir de l'émotion et le fait d'avoir entretenu une relation amoureuse entre eux les ont banni du cercle des Gardiens de l'univers ; leurs code de conduite interdit en effet toute forme de transgression émotionnelle. Quelque temps après avoir quitté Oa, Ganthet révèle la prophétie de Blackest Night concernant Hal Jordan, Guy Gardner, John Stewart et Kyle Rayner. Dans cette révélation, il dit : « Ailleurs, une lueur d'espoir brillera au plus profond de l'espace, comme un phare avertissant les bateaux naviguant loin des côtes. La lumière bleue permettra de garder l'espoir dans les jours sombres. » Il est révélé bien plus tard que Ganthet et Sayd se sont installés sur la planète Odym, et y ont créé un anneau à l'énergie bleu de l'espoir, afin de pouvoir fonder alors leur propre corps : le Corps des Blue Lantern.

### Rage of the Red Lanterns
Le Corps des Blue Lantern fait son grand début dans Rage of the Red Lanterns. Le Corps des Green Lantern a été à ce moment-là attaqué par les Red Lanterns et Sinestro est enlevé par ces derniers. Hal Jordan, encore sous l'effet d'une attaque perpétré par la Red Lantern Laira, est finalement gueri avec la puissance de Saint Walker. Ce dernier se présente aux Green Lanterns comme étant le Blue Lantern du secteur 1. Du fait de la proximité de l'espoir qui dès lors le nourrit, Hal Jordan gagne progressivement en puissance au fur et à mesure que Saint Walker souhaite au fond de son cœur le rétablissement du Green Lantern. Stewart a quant à lui des doutes en ce qui concerne les véritables intentions de Walker ; l'anneau de ce dernier crée alors une illusion basée sur la vision psychique de Stewart, le libérant définitivement des effets de l'attaque des Red Lanterns subie récemment. Après avoir réussi à convaincre John Stewart, Walker emmène Hal Jordan sur la planète Odym. Un deuxième membre du Corps des Blue Lantern fait ensuite son apparition en la personne de Frère Warth, qui reçoit à son tour un anneau à l'énergie bleu de l'espoir. Après quoi les deux anciens Gardiens demandent l'aide de Jordan pour liberer Sinestro, prisonner d'Atrocitus. Les Blue Lanterns expliquent à Hal que la survie de Sinestro est cruciale pour les événements à venir, en particulier War of Light.
Hal Jordan accepte la demande de Ganthet et accompagne les Blue Lanterns en direction de Ysmault, la planète des Red Lanterns. Pendant le trajet, Walker persuade Jordan de prendre la tête du Corps des Blue Lantern, prétextant que le Corps des Green Lantern n'est qu'une agence de police. Le Green Lantern répond alors qu'il n'a nullement l'intention de quitter son corps. Cependant, Walker et Warth se disent qu'il est impératif que Jordan rejoigne les Blue Lanterns. Arrivés sur Ysmault, le petit groupe est pris en embuscade par les Red Lanterns, mais Hal réussit néanmoins à localiser Sinestro. Il est ensuite capturé par les soldats d'Atrocitus. Laira, estimant que la chair et le sang de Jordan lui appartiennent, tente de s'emparer de ce dernier quand le Corps de Sinestro fait soudainement son apparition. La bataille éclate et Walker, accompagné de Warth, prêtent main-forte à Hal Jordan. Pendant le combat, Jordan semble être en mesure de contrôler la puissance de l'énergie rouge qui contrôle Laira ; mais Sinestro, n'ayant plus le choix, est forcé de la tuer. Fou de rage, Jordan attaque Sinestro ; la puissance de l'énergie rouge profite alors de sa colère pour s'emparer de son corps et son âme, le possédant définitivement. Il devient à partir de ce moment-là un nouveau membre à part entière du Corps des Red Lantern.
Malgré la revendication de Walker selon laquelle le pouvoir de la lumière bleue est le plus puissant parmi le spectre émotionnel, Atrocitus révèle la faiblesse des Blue Lanterns : l'espoir n'est rien sans la volonté d'agir. Walker admet que, sans l'anneau à l'énergie verte de Jordan et sans aucune aura verte de la volonté, lui et Warth sont juste réduits aux capacités de base qui leur permettent de voler et projeter des aura. Malgré ce désavantage, Walker est fidèle à son plus grand espoir selon laquelle Jordan rejoindrait son Corps, lui-même ayant mis son propre anneau sur la main de Jordan. L'anneau de puissance rouge est finalement détruit, et Jordan est libéré de toute mauvaise influence. Se sentant affaibli par l'énergie bleue coalescente, le Corps de Sinestro s'enfuit. La combinaison parfaite de la puissance bleue et verte de Jordan bat alors le Corps des Red Lantern. Au lendemain du conflit, on peut observer les remarques de Scar sur les forces qui se rassemblent pour la guerre à venir, au cours desquelles Atrocitus est montré exécutant un rituel pour discerner l'emplacement de la planète du Corps des Blue Lantern. Dans la même scène, Ganthet et Sayd sont en train de discuter avec le troisième membre des Blue Lanterns, Hynn.

### L'Agent Orange
Après la conclusion de Rage of the Red Lanterns, les Blue Lanterns et Hal Jordan rentrent à Odym. À ce moment-là, Jordan n'est pas en mesure d'enlever la bague au pouvoir bleue de son doigt et constate qu'elle interfère avec l'utilisation de son anneau à l'énergie verte. Ganthet explique à Walker que Jordan mènera son corps, mais pas comme le ferais un vrai Blue Lantern. En tant que Green Lantern, la volonté de Jordan aurait été capable de charger tout le Corps des Blue Lantern. Sayd dit qu'une nouvelle bague à l'énergie bleue devrait être façonnée pour Walker, car ils ont été incapables d'enlever l'anneau original de ce dernier à Jordan. Ganthet dit alors à Jordan que, pour enlever l'anneau, il doit le faire en concentrant sa pensée sur un espoir sincère. Jordan part ensuite pour Oa, alors que Ganthet affirme à Walker et Warth qu'ils doivent continuer à recruter d'autres membres dans leur Corps. Les Blue Lanterns ont une nouvelle mission qui consiste à localiser ceux qui brandissent la lumière indigo, étant donné que l'espoir et la compassion doivent fonctionner ensemble. Sur Oa, les Gardiens de l'Univers constatent également leurs incapacité à enlever l'anneau bleu sur Jordan. Distraits d'abord par l'anneau à l'énergie bleue et les demandes des terroristes de l'Agent Orange, les Gardiens decident de lancer une attaque contre Okaara, dans le système Vega. L'anneau à l'énergie bleue de Jordan continue de causer des problèmes alors que les Green Lanterns entrent en conflit avec les constructions des Orange Lanterns de Larfleeze. Séparé du groupe pendant le combat, Jordan et son anneau bleu attire l'attention de ce dernier. Larfleeze convoite alors l'anneau bleu, mais constate que ses constructions ne sont pas à l'abri de la lumière bleue comme elles le sont du vert. L'anneau bleu refuse cependant d'être dérobé, affirmant que l'Agent Orange n'a plus assez d'espoir. Larfleeze tente ensuite d'enlever l'anneau par la force, en coupant la main de Jordan avec une hache generée à partir de la lumière orange. Bien que cela n'a pas été assez clair pour le lecteur, Larfleeze échoue de nouveau. Esperant le soulager de la faim constante qui le ronge, l'anneau bleu crée une illusion qui le persuade qu'il a réussi à le voler ; la main de Jordan est en fait intacte, et l'anneau bleu est toujours sur son doigt. Jordan retourne ensuite combattre Larfleeze avec le Corps des Green Lantern. Au cours de la bataille, l'anneau à l'énergie bleu de Jordan continue de lui demander à plusieurs reprises ce qu'il espère. Frustré, Jordan dit qu'il espère qu'une fois que la bataille avec l'agent Orange sera terminée, l'anneau cessera de lui demander ce qu'il espère. L'anneau bleu considère cela comme un espoir sincère, recharge tous les anneaux du Corps des Green Lantern et permet à Jordan de vaincre Larfleeze. Après que Jordan ait réussi à en reprendre le contrôle, l'anneau se retire de lui et part pour trouver un nouvel hôte dans le secteur 2828.
Les Gardiens se rendent compte que s'ils prennent la batterie de puissance orange à Larfleeze, quelqu'un d'autre le trouverait forcément, et deviendrait alors un nouvel Agent Orange. Préférant savoir où est l'Agent Orange, ils décident de négocier encore une fois avec Larfleeze. Les détails de la négociation ne sont pas entièrement révélés au lecteur, mais il est finalement démontré que Larfleeze a demandé aux Gardiens où il pouvait trouver un anneau à l'énergie bleue. Sur la planète Odym, Ganthet, Sayd et les Blue Lanterns sont montrés marchant le long d'une plage, discutant avec une nouvelle membre : Sister Sercy. Le numero se termine par une attaque de Larfleeze contre le Corps des Blue Lantern.

### Blackest Night
Pendant la bataille entre les Blue Lanterns et Larfleeze, un certain nombre d'anneaux à l'énergie noire arrivent sur Odym. Incapables de détecter les cadavres gisant sur la surface de la planète pour s'y attacher, les anneaux s'élèvent dans le ciel, et finissent par disparaître. Hal Jordan, Sinestro, Carol Ferris et Indigo-1 arrivent sur Odym lors du conflit entre les Blue Lanterns et les Orange Lanterns afin de recruter Saint Walker pour aider à former une lumière blanche composée des sept lumières du spectre émotionnel qui vaincra le Corps des Black Lantern. Sous l'influence de la bague à l'énergie verte de Jordan, les bagues des Blue Lanterns sont chargés par la volonté de ce dernier et parviennent à vaincre les constructions de Larfleeze. Ces constructions disparaissent tout à coup alors que Larfleeze se trouve attaqué par les cadavres réanimés des Orange Lanterns, maintenant membres du Black Lantern Corps. Saint Walker, Ganthet et Sayd rejoignent l'équipe que Jordan et Indigo-1 ont formé et les accompagnent pour recruter Larfleeze et Atrocitus. En dépit de sa protection contre les Black Lanterns, Larfleeze hésite à rejoindre le groupe en raison de la nature de son pouvoir mais aussi à cause de son intérêt à obtenir son propre gardien. Afin de garantir sa participation, Sayd lui offre sa service en signe de remerciement. Atrocitus ne veut pas non plus faire partie de l'équipe, et attaque Jordan et Sinestro. Pour le calmer, Saint Walker lui montre une illusion où lui et une femme de son espèce sont heureux d'avoir été invités au Corps des Blue Lantern. Quand l'illusion s'avère insuffisante, Saint Walker convainc le Red Lantern de les rejoindre en racontant l'histoire de la mort des membres de sa famille dans un effort ultime pour sauver son monde.
Étant sur terre pour lutter contre le Corps des Black Lantern, l'anneau de Saint Walker a été activé par Ganthet pour transformer Barry Allen en Blue Lantern. Contrôlé alors par Saint Walker, il libère Bart Allen du Corps des Black Lantern. Le reste du Corps des Blue Lantern a ensuite collaboré avec le Corps des Green Lantern pour détruire les millions de lanternes noires issues de la planète Xanshi.

### La guerre des Green Lanterns
Lorsque Saint Walker a été piégé dans le Livre Noir par Lyssa Drak, Hal Jordan donne son anneau à Kyle Rayner afin qu'il puisse l'utiliser pour combattre les Green Lanterns contrôlés par Krona et Parallax. Bien que Kyle ait réussi à dominer l'anneau bleu pour utiliser son pouvoir afin de liberer au moins temporairement certains des Green Lanterns qui les poursuivent, il n'a pas pu guérir Mogo avant que John Stewart ne soit forcé de le détruire, alors que plus tard, Kyle a été capable d'utilisez l'anneau bleu pour purger Guy Gardner des effets secondaires de son utilisation de l'anneau à l'énergie rouge. Quand Guy a été guéri, Kyle reprend son anneau vert et Walker récupère son anneau bleu, après la défaite de Krona. Il a ensuite aidé Ganthet à soigner sa main blessée avant d'être obligé de quitter Oa. 

### New 52- La chute du Corps des Blue Lantern
Lorsque Kyle Rayner devient un « aimant » pour les autres anneaux, Saint Walker est le seul membre des cinq autres corps qui a proposé son aide plutôt que de réclamer son anneau, l'aidant alors à s'échapper aux attaques des autres Lanterns et à aller sur Oa pour essayer et demander de l'aide aux Gardiens. Malheureusement, ce plan échoue quand il est révélé que Ganthet a été dépouillé de tout ses émotions par les autres Gardiens, afin de pouvoir attaquer Walker quand ce dernier essaie d'aider Kyle juste après avoir été brièvement submergé par les anneaux. Ganthet proclame à ce moment que le Corps des Blue Lantern était une erreur qu'il était sur le point de corriger. Saint Walker a depuis rejoint les New Guardians pour enquêter sur Orrery, qui est apparu récemment dans le système Vega, tentant même d'établir une bonne entente avec le membre du Sinestro Corps Arkillo, après avoir guéri la langue de ce dernier. Après que Saint Walker revienne à Odym, les Blue Lanterns sont attaquées par les Reach, ennemis des Corps des Lanterns, incitant Walker à envoyer un message désespéré pour aider Kyle Rayner et les autres New Guardians ; il a en outre enseigné aux autres Blue Lanterns comment utiliser leurs aura pour renforcer leurs pouvoirs défensifs et se battre sans l'assistance d'un Green Lantern.
Quand Kyle arrive enfin à Odym, il voit la planète grouillante de vaisseaux spatiaux Reach. Il est rapidement rejoint par Fatality, Arkillo et Weaponer quand Saint Walker et les Blue Lanterns essaient encore de défendre la batterie centrale. Pourtant, même avec l'arrivée des renforts, les Reach parviennent à dominer les lanternes. Ces derniers se battent néanmoins au corps à corps ; cependant, le bouclier cristallin de Fatality commence bientôt à se briser, l'anneau d'Arkillo commence à mal fonctionner, et ils n'arrivent finalement pas à arrêter l'invasion des Reach à temps. À court de solution, Kyle parvient à convaincre Saint Walker et les Blue Lanterns de se replier, abandonnant la Batterie Centrale de l'énergie bleue et Odym entre les mains des Reach. 
Après The Wrath of the First Lantern, il est révélé que le Corps des Blue Lantern a trouvé une nouvelle planète, Elpis, pour s'installer et réorganiser toute l'équipe. Cependant, cette nouvelle planète est bientôt menacée par une entité cosmique connue sous le nom de Relic, qui a commencé une quête pour débarrasser l'univers des lumières émotionnelles, considérant cela comme la seule façon de garder l'univers en sécurité. Kyle Rayner, Carol Ferris et les gardiens des Templiers arrivent pour aider les Blue Lanterns, mais ils ne parviennent pas à empêcher Relic de drainer la batterie centrale des Blue Lanterns, rendant leurs anneaux inoffensifs. Kyle, Carol et les Gardiens ont réussi quant à eux à fuir la planète alors que Saint Walker est gravement blessé. Malheureusement, le reste des membres du Corps des Blue Lantern ont tous été tués par Relic qui a ensuite quitté la planète dévastée à la recherche de sa prochaine cible. 
Saint Walker rejoint ensuite Mogo (la nouvelle base d'opérations du Corps des Green Lantern, après la destruction d'Oa) sous la tutelle du Lantern Soranik Natu. Quand il se réveille, il est informé par Hal des événements de l'attaque des Relics contre le mur source ainsi que la mort de Kyle Rayner. Walker a été anéanti d'apprendre que Elpis et le reste des Blue Lanterns ont été détruits par Relic. Il est si désespéré que son anneau l'abandonne, faute d'espoir. Walker affirme que c'est probablement mieux ainsi, puisque les anneaux bleus sont les plus puissants et que leur utilisation prolongé risque d'accélérer l'épuisement du réservoir émotionnel. 
Il a plus tard retrouvé son espoir et son anneau, après avoir constaté les capacités de la White Lantern de Kyle Rayner sur New Genesis, et convaincu que le réservoir émotionnel pourrait être de nouveau rempli, ce qui était déjà arrivé lorsque toutes les entités se sont sacrifiées pour reconstituer le puits. 

## Membres

### Fondateurs
- Ganthet et Sayd: Alors que les deux anciens gardiens ont fondé le Corps des Blue Lantern, ils ne sont plus des gardiens aux yeux de la lumière bleue de l'espoir, après les événements de Blackest Night ; Ganthet devenant alors un Green Lantern et Sayd le gardien de la lumière Orange de l'avarice.
- Saint Bro'Dee Walker (Secteur 1): Un saint de la planète Astonia, qui devient le destinataire de la première bague à l'énergie bleue après avoir aidé son peuple à retrouver l'espoir, alors que leur soleil était en train de mourir[27]. Il aide Hal Jordan et les autres Green Lantern après que ces derniers aient été attaqués par Atrocitus et son corps de Red Lantern[4]. Walker donne plus tard son anneau bleu à Jordan afin de le soigner des effets subis lorsqu'il a été lié avec un anneau rouge[6]. Il perd son espoir, et donc son anneau, après avoir appris la mort du reste du corps pendant le siège de Relic sur Elpis.

### Porteurs des anneaux
- Frère Warth (secteur 2) : un alien qui a l'apparence d'un éléphant, et ayant en outre une forte ressemblance avec le dieu hindou Ganesh. Il est recruté par Saint Walker. De la même façon, il va recruter le prochain membre du corps, et ainsi de suite[28].
- Frère Eesok (secteur 6): C'est un extraterrestre humanoïde avec une narine étrange et de courtes flammes allumées sur ses cheveux qui ne s'éteignent jamais. Eesock est un être unique issu d'un soleil proche. Quand il avait besoin d'espoir pour souhaiter une meilleure existence, toute l'énergie bleue à l'intérieur de lui se réveillait. Étant encore un enfant, il a été trouvé par Saint Walker et le Frère Warth. Il a ensuite été enseigné par Saint Walker, et plus tard un anneau bleu le choisît pour devenir un nouveau membre des Blue Lantern (décédé)[29].
- Frère Hynn (Secteur 3): Montré pendant son processus de sélection avec Ganthet et Sayd à la fin de la trame de Rage of the Red Lanterns[6]. Son nom est révélé dans l'affiche promotionnelle de Blackest Night (décédé).
- La sœur de Sercy (Secteur 4) : Une figure religieuse d'une planète longtemps opprimée par Evil Star (un ancien ennemi des Green Lantern)[10] qui fut vraisemblablement recruté par Hynn. Elle est officiellement demontrée comme ayant rejoint les Blue Lanterns juste avant l'arrivée de Larfleeze sur Odym. Son nom est aussi révélé dans l'affiche promotionnelle pour Blackest Night.
- Frère Shon (Secteur 11): Premier membre du Corps des Blue Lantern à être nommé depuis New 52, Shon apparait dans The New Guardians comme étant une force extraterrestre appelée The Reach, qui a envahi Odym. Au cours d'une bataille, Shon perd tout espoir que le Corps des Blue Lantern puissent être vainqueur, et son anneau à l'énergie bleue l'abandonne, indiquant dès lors son remplaçant dans le Secteur 11 (décédé)[30].

### Anciens membres
- Barry Allen (du Secteur 2814): Un des plus rapides super-héros à avoir porté le nom de Flash. Le scientifique Barry Allen est choisi pour devenir Blue Lantern lors de la guerre contre le Corps des Black Lantern. Barry est plus tard déchargé du corps après sa dernière bataille[31].
- Hal Jordan (du Secteur 2814): Un officier du Corps des Green Lantern reçut une bague à l'énergie bleue afin de le libérer de la possession d'une bague à l'énergie rouge. Ni Jordan ni les Gardiens (y compris Ganthet et Sayd) sont en mesure d'enlever la bague bleue sans que Jordan ne découvre son plus grand espoir. Il est plus tard révélé que Ganthet et Sayd ont prévu de lutter contre Blackest Night en ayant Jordan à leur tête (ce dernier ayant un énorme avantage grâce à sa grande volonté)[7]. L'anneau bleu a ensuite quitté Jordan pour trouver un porteur approprié après la bataille du Green Lantern Corps contre l'Agent Orange[10]. .
- Nicole Morrison (du Secteur 2814) : L'hôte d'Adara, l'incarnation de l'espoir. Elle a accès à toutes les capacités d'un Blue Lantern, alors qu'elle n'a pas besoin d'être près d'une lanterne verte pour accéder à ses pouvoirs comme les autres[32],[33]. Elle a été renvoyée du corps après la capture d'Adara[34].
- Krona (Secteur 0) : Pendant la trame de War of The Green Lantern, Krona devient temporairement membre du Corps des Blue Lantern quand il met l'anneau de Saint Walker. Après sa mort, l'anneau à l'énergie bleue retourne à son propriétaire.
- Kyle Rayner (du Secteur 2814): Lorsque le gardien connu sous le nom de Krona a lancé une attaque contre Oa et a restauré Parallax dans la batterie centrale des Green Lantern, Kyle est obligé d'enlever son anneau d'alimentation vert pour éviter d'être contaminé par l'impureté jaune. Plus tard, Hal Jordan lui donne le choix d'une autre bague de puissance afin de pouvoir se battre contre Krona ; Kyle choisît alors l'anneau de puissance bleu de Saint Walker. Cependant, puisque l'anneau n'a pas choisi son porteur, Kyle n'a pas pu contrôler l'anneau correctement[35]. Et puisque les anneaux bleus ont très peu de capacités sans un anneau vert actif à proximité, Kyle n'a pas pu faire beaucoup de choses avec cet anneau[36]. Malheureusement, les anneaux bleus sont également surchargés de vert. Et les seuls Green Lanterns à proximité étaient sous le contrôle de Krona. Kyle n'a réussi qu'à suralimenter la puissance de ses adversaires[35].
- Guy Gardner (Du secteur 2814): 5 ans plus tard, dans le futur, Gardner se serait joint au Corps des Blue Lantern après avoir essayé tous les autres Corps, considérant alors que les serviteurs de l'Espoir étaient les plus forts. Les rangs des Red Lanterns se sont développés à une vitesse fulgurante, et sans un lac de sang pour restaurer leur santé mentale, Gardner s'est allié avec le Red Lantern Bleez pour purger les membres du Corps des Red Lantern de leur rage et leur puissances. À la fin de New 52, ce futur hypothétique n'est guère assuré[37].

## Serment
- Tout comme les autres corps alimentés par le Spectre Émotionnel rechargent leurs bagues, ce qui suit est le serment utilisé par les Blue Lanterns pour recharger leurs anneaux à l'énergie bleue :

« Dans un jour noir et une nuit d’enfer,
Avec un coeur fort et lourd,
Notre âme s’éclaire,
Quand tout semble perdu dans la guerre de lumière,
Contemple les étoiles car l’espoir régénère! »

## Entité
Adara est l'incarnation de l'espoir, elle est reliée à la lumière bleue du spectre émotionnel et à l'apparence physique d'un oiseau. Elle est d'abord apparu pendant les événements de Blackest Night dans Green Lantern vol. 4 # 52 quand Sinestro, récemment transformé en White Lantern, raconte la création des entités émotionnelles. Adara a été créée à partir de la première prière d'un être sensible pris dans une tempête féroce. Comme les autres entités émotionnelles, Adara a été attirée par la Terre par l'Entité Blanche et est dès lors chassée par Krona. Une erreur d'un dessinateur montre le symbole du Sinestro Corps sur la carte de devination rituelle d'Atrocitus. Cependant, depuis que Parallax a été capturé, il était plus que probable qu'il s'agissait d'Adara. Selon le rituel de divination d'Atrocitus, Adara peut être trouvée dans le nord-est des États-Unis. Adara choisit finalement pour être son hôte une fille de 14 ans qui vient de Livonia, dans le Michigan, nommée Nicole Morrison. Nicole avait été kidnappée et après s'être fait posséder par Adara, elle a su confronter son abducteur et l'a pardonné.
Plus tard, Saint Walker emmène Hal Jordan et Larfleeze chez Nicole. Toujours possédé par l'entité de l'espoir, Nicole semble conserver son sens de soi, affirmant qu'elle peut sentir l'espoir dans le cœur de ses parents ainsi que ceux de la foule autour d'elle. Nicole poursuit en disant qu'elle sent un vide chez Larfleeze et lui dit que ses parents sont encore en vie et qu'ils lui manquent. Elle dit aussi à Jordan qu'il a peur d'espérer et lui demande pourquoi. Avant que Hal puisse répondre, le groupe est interrompu par l'arrivée de Barry Allen.
Après que Flash et Hal Jordan finissent de discuter des aventures récentes de ce dernier, la Tribu Indigo apparaît avec Proselyte, qui récemment a choisi un hôte, ainsi que Black Hand, qui quant à lui semble avoir subi un lavage de cerveau. Nicole confirme tout cela, en disant qu'elle ne sent aucun espoir en eux. La question se pose alors à propos des intentions de la tribu Indigo. Ceci est interrompu lorsque la figure mystérieuse apparaît à nouveau et libère Parallax, qui possède Flash.
Une bataille éclate alors entre Jordan et Flash, possédé par Parallax. Cependant, Nicole, Saint Walker, Larfleeze et Shane Thompson tentent de vaincre la figure mystérieuse. Ils échouent lorsque la figure sépare Parallax, Proselyte et Adara de leurs hôtes. 
Adara a ensuite été vue avec Krona sur Oa où elle possédait l'un des six gardiens de l'Univers restants. Adara était finalement liberée du contrôle de Krona quand le gardien fou a été tué par Hal Jordan.
Adara s'est alors réfugié sur la batterie Bleue de la puissance principale des Blue Lantern, et a quitté les lieux seulement lorsque l'entité cosmique connue sous le nom de Relic a choisi la nouvelle planète des Blue Lanterns comme cible. Quand Adara a fui, il a été révélé que l'entité souffre également d'une maladie étrange, comme tout le reste des entités émotionnelles.
Cette maladie étrange a finalement été révélée par Relic ; le réservoir de l'énergie émotionnelle s'épuise selon lui d'une manière inexpliqué, et cela finira par détruire l'univers. Adara rejoint ensuite l'Entité, Ophidian, Ion, Proselyte et le Predator pour chercher Kyle Rayner, à qui ils croient pouvoir localiser à la fois Relic et le réservoir pour sauver l'univers, même si cela les obligera à se sacrifier. Les entités prennent le corps de Kyle Rayner et s'enfuient à Ysmault où ils libèrent le Boucher d'Atrocitus. La seule Entité qui ignorait leurs plans était Parallax, qui était à ce moment-là contrôlée par Sinestro, dans la trame de Forever Evil Story.
Finalement, Relic reussit à identifier le réservoir du spectre émotionnel à l'intérieur du mur de la source, et va sur place avec la lumière des Corps des Lantern qu'il a détruit. Kyle parvient à surmonter l'influence des différentes entités, les subissant dans son corps, mais il ne les laisse pas pour autant sortir hors de lui. Kyle et les Gardiens des Templiers trouvent alors la Relique au mur de la Source, et arrivent à la même conclusion que la source de la lumière était désormais épuisée ; la seule question était de savoir comment la réapprovisionner. Relic cherche ensuite à expérimenter sur les entités à l'intérieur de Kyle, dans l'intention de les utiliser pour reconstituer la source, mais est arrêté par l'intervention des Green Lantern, des Red Lantern et de Indigo, ce qui empêcha Relic de poursuivre ses macabres expériences. Hal Jordan, John Stewart, Guy Gardner, qui est maintenant une Red Lantern, et Kyle Rayner exécutent un plan pour conduire Relic dans le Mur de la Source où il sera scellé pour toujours. Soudain, Kyle les repousse et rompt le Mur de la Source, qui est devenu considérablement faible après le drainage de la source lumineuse. Il libère ensuite les entités qui se trouvent à l'intérieur de lui, et se sacrifie pour reconstituer la source lumineuse et vaincre Relic.

## Pouvoirs et capacités
Tous les Blue Lanterns sont armées d'une bague à l'énergie bleue, alimentée par l'espoir. Alors que l'espoir est la plus puissante des sept émotions, les Blue Lantern doivent être près de l'anneau d'un Green Lantern pour pouvoir tirer parti de la puissance de leurs propres anneaux. Sinon, les anneaux ne sont capables que des capacités par défaut de vol et de projection de champs de force. C'est parce que le pouvoir de l'espoir n'est rien sans la volonté pour l'accomplir. L'aura de protection des Blue Lanterns leur permet de survivre dans l'espace ou autres environnements hostiles et peut être manipulée à un degré limité, même sans la présence d'un Green Lantern. Ils peuvent l'utiliser pour augmenter leur force ou l'étendre pour former un bouclier plus grand, mais cette capacité est presque exclusivement défensif. Les anneaux bleus doivent être activés par un véritable espoir, avant qu'ils ne puissent fonctionner à la demande de leur utilisateur.
Lorsqu'elle est sous l'influence d'une bague à l'énergie verte à proximité, une bague bleue a les mêmes capacités qu'un anneau vert, avec quelques pouvoirs uniques supplémentaires. Les Blue Lanterns peuvent guérir les blessures et régénérer les parties perdues du corps. Le pouvoir de l'anneau peut être amélioré par l'espoir d'autres êtres vivants ; par exemple, Saint Walker et Warth ont réussi à réduire l'âge d'un soleil mourant de 8,6 milliards d'années avec l'espoir émanant des habitants d'une planète voisine. Un anneau bleu peut avoir un impact négatif sur la performance des anneaux du côté opposé du spectre émotionnel. Il peut neutraliser les effets des anneaux rouges, bloquer les capacités de vol de l'énergie des anneaux orange et absorber la puissance de l'énergie jaune. Au début, il semblait qu'une bague bleue ne pouvait charger qu'une bague d'alimentation verte à deux fois son niveau de puissance maximum, ce qui pourrait également avoir un impact négatif sur une bague verte, la proximité de la batterie d'alimentation centrale bleue surchargerait l'anneau, et le ferait imploser (la main de l'utilisateur avec). Il a été révélé qu'un anneau bleu peut en fait recharger n'importe quelle bague d'alimentation tant que les utilisateurs de la lumière bleue le souhaitent. Les anneaux de puissance bleus manifestent leurs constructions principalement en lisant les espoirs de la cible, mais ils peuvent également fabriquer des constructions avec leurs propres pensées, comme les autres corps. 

## Autres versions

### The Lightsmiths
Dans cet univers alternatif, des groupes ont réussi à exploiter la source de la puissance créée par le spectre émotionnel. Dans cet univers, ceux qui ont été en contacte avec la lumière bleue étaient connus sous le nom de Lightsmiths of the Blue Light of Faith.

### Star Trek/Green Lantern: The Spectrum War
Dans un futur alternatif, lorsque Nekron lance une nouvelle attaque contre tout l'univers, recrutant alors rapidement les morts comme agents pour anéantir les vivants, Ganthet déclenche un protocole appelé de « dernière lumière », qui utilise les dernières ressources de son énergie pour s'envoyer lui-même, ainsi que les anneaux de six des sept Corps et les derniers membres survivants des sept Corps sur l'univers de Star Trek, pour tenter d'échapper à l'assaut de Nekron. Bien que les anneaux Bleu, Violet et Indigo trouvent de nouveaux porteurs en les personnes de Pavel Chekov, Nyota Uhura et Leonard McCoy, les anneaux Jaune, Rouge et Orange choisissent le général Klingon Chang, un chef Gorn ainsi qu'un conseiller romulien pour être leurs porteurs. Après que l'équipe de l'Enterprise a rencontré Hal, ils sauvent Carol et Saint Walker, blessé, McCoy a ensuite utilisé son anneau Indigo pour examiner les blessures de ce dernier. Alors qu'elle confirme que Walker va se remettre, Carol révèle que Nekron a été attiré dans ce nouvel univers par les anneaux, Nekron « se manifestant » dès lors sur l'endroit où Vulcan a été détruite. Walker s'est remis à temps pour assister à la bataille finale contre Nekron, puis reste avec l'équipage de l'Enterprise. 

## Dans d'autres médias

### Télévision
- Le Corps des Blue Lantern est apparu dans la série Green Lantern. Saint Walker apparaît pour la première fois dans l'épisode Lost Planet en tant que clandestin sur une planète qui a été le site de crash de milliers de navires. Il rencontre Razer (qui était à la recherche d'un Green Lantern perdu), qui essaya de le tuer, mais Walker réussit à le vaincre, lui donne un anneau vert et disparait. Razer croit que l'anneau appartient à Saint Walker, mais on découvre plus tard qu'il appartient à Mogo, la planète qu'ils habitaient. Quatre épisodes plus tard, dans Regime Change, Ganthet active son arme secrète Hope, l'énergie bleue, sous la forme d'une nouvelle batterie de puissance Bleue, pour aider Hal Jordan et son équipe à lutter contre le Corps des Red Lantern. À la fin, la batterie d'énergie bleue sort du navire et s'envole dans l'espace. Dans l'épisode Invasion, Mogo dit à Saint Walker de grimper sur une montagne, au sommet de laquelle il reçoit la bague et la batterie des Blue Lantern.| Vidéo externe |                                               |
|               | Origine du Corps des Blue Lantern sur YouTube |

- Il est montré dans l'épisode suivant, apparaissant avec Mogo pour aider Kilowog à combattre l'Armada des Red Lanterns. Il était capable de tirer des décharges d'énergie (lorsqu'il était près d'un Green Lantern), tout en augmentant les pouvoirs de Kilowog. Cependant, il a été incapable d'augmenter les pouvoirs de Mogo, jusqu'à ce qu'il se place sur la trajectoire de la décharge d'énergie. L'attaque qui en a résultée était assez puissante pour paralyser toute la flotte ennemie. Saint Walker a été épuisé par l'attaque, mais ne semble pas souffrir de blessures. Dans l'épisode Blue Hope, Ganthet fonde le Corps des Blue Lantern avec Saint Walker et frère Warth. Lorsque Ganthet enflamme la batterie centrale, la vague d'énergie qui en résulte recharge toutes les Green Lanterns à proximité. Ils apprennent plus tard que cela a le même effet sur les Manhunters et Ganthet arrête le fonctionnement de la batterie centrale. Dans Dark Matter, l'épisode final de la série, Razer se propose de trouver Aya, qui s'est sacrifiée pour sauver l'univers. Sa conviction qu'elle est encore vivante lui donne un anneau de puissance Blue dans les derniers instants de l'épisode. Avant que la série ne soit annulée, Razer devait apparaître dans la deuxième saison en tant que Blue Lantern[44].

### Jeux vidéos
- Le Corps des Blue Lantern apparait dans DC Universe Online. Saint Walker et Frère Warth y font en effet quelques brèves apparitions[45].
- Saint Walker est parmi les personnages jouables dans Lego Batman 3: Beyond Gotham[46].

### Jouets
- Saint Walker fait partie de la collection Blackest Night de DC Comics Superhero Collection[47].
- Une figurine de Saint Walker a été inclus dans la collection de jouets Blackest Night[48].
- Une figurine du Frère Warth a également été inclus dans la série Green Lantern commercialisée par DC Direct[49].